# فرودگاه تهواکان
فرودگاه تهواکان (به انگلیسی: Tehuacán Airport) (به زبان بومی: Aeropuerto de Tehuacán) یک فرودگاه همگانی مسافربری با کد یاتا TCN است که یک باند فرود آسفالت دارد و طول باند آن ۱۹۹۰ متر است. این فرودگاه در کشور مکزیک قرار دارد و در ارتفاع ۱۶۷۹ متری از سطح دریا واقع شده است.